# Catharine Troke
Catharine Troke (* um 1960) ist eine ehemalige englische Badmintonspielerin. 

## Karriere
Catharine Troke hatte Anfang der 1980er Jahre ihre Glanzzeit. 1981 siegte sie bei den Polish International sowohl im Damendoppel mit Gillian Gowers als auch im Mixed mit Nigel Tier. Bei den Portugal International des gleichen Jahres war sie im Einzel erfolgreich. 1981 war sie auch bei den Hungarian International und den Czechoslovakian International siegreich. 1982 gewann sie noch einmal zwei Titel bei den Portugal International.

## Erfolge
| Saison | Veranstaltung                 | Disziplin   | Platz | Name                             |
| ------ | ----------------------------- | ----------- | ----- | -------------------------------- |
| 1981   | Portugal International        | Dameneinzel | 1     | Catharine Troke                  |
| 1981   | Polish International          | Mixed       | 1     | Nigel Tier / Catharine Troke     |
| 1981   | Polish International          | Damendoppel | 1     | Catharine Troke / Gillian Gowers |
| 1981   | Hungarian International       | Damendoppel | 1     | Catharine Troke / Gillian Gowers |
| 1981   | Czechoslovakian International | Damendoppel | 1     | Diane Simpson / Catharine Troke  |
| 1982   | Czechoslovakian International | Dameneinzel | 1     | Catharine Troke                  |
| 1982   | Portugal International        | Dameneinzel | 1     | Catharine Troke                  |
| 1982   | Portugal International        | Damendoppel | 1     | Nora Perry / Catharine Troke     |